# آنجلیکا ایپولیتو
آنجلیکا ایپولیتو (ایتالیایی: Angelica Ippolito؛ زادهٔ ۸ سپتامبر ۱۹۴۴) بازیگر اهل ایتالیا است. وی دانش‌آموختۀ آکادمی ملی هنرهای نمایشی سیلویو دامیکو است.
از فیلم‌ها یا مجموعه‌های تلویزیونی که وی در آن‌ها نقش داشته‌است، می‌توان به هیولا اشاره نمود.